# John Cassaday
John Cassaday (Fort Worth,14 de dezembro de 1971 – 9 de setembro de 2024) foi um artista norte-americano de histórias em quadrinhos.
Ele foi mais conhecido por seu trabalho na série Planetary com Warren Ellis e nas revistas Astonishing X-Men e Captain America.
Cassaday morreu no dia 9 de setembro de 2024, aos 52 anos.  Embora a causa da morte não tenha sido divulgada, sua irmã informou que ele havia sido internado quatro dias antes, com preocupações principalmente relacionadas ao seu estado cerebral.